# Saison 9 de Supernatural
Chronologie
Saison 8 Saison 10
Cet article présente les vingt-trois épisodes de la neuvième saison de la série télévisée américaine Supernatural.

## Synopsis
Dean, Sam, Castiel et Kevin doivent désormais échapper aux anges qui ont été exilés par Metatron et se sont lancés à leurs poursuite pour se venger. La plupart des démons ont été recrutés par Abbadon qui s'est fixé comme objectif de s'emparer de l'Enfer en détrônant Crowley. Dean, Sam, Castiel et Kevin vont une nouvelle fois dépasser leurs limites afin de maîtriser les anges en colère et restaurer l'ordre sur terre.

## Distribution

### Acteurs principaux
- Jared Padalecki (VF : Damien Boisseau) : Sam Winchester
- Jensen Ackles (VF : Fabrice Josso) : Dean Winchester
- Misha Collins (VF : Guillaume Orsat) : Castiel

### Acteurs récurrents et invités
- Mark Sheppard (VF : Fabien Jacquelin) : Crowley
- Osric Chau (VF : Alexandre Nguyen) : Kevin Tran
- Alaina Huffman (VF : Olivia Nicosia) : Abbadon
- Curtis Armstrong (VF : Jean-Claude Montalban) : Metatron
- Tahmoh Penikett (VF : Xavier Béja) : Gadreel / Ezekiel [2]
- Jim Beaver (VF : Jacques Bouanich) : Bobby Singer [3] (épisode 1)
- Julian Richings (VF : Vincent Violette) : La Mort (épisode 1)
- Grace Phipps (VF : Caroline Pascal) : Hael (épisode 1)
- Shannon Lucio (VF : Marie-Eugénie Maréchal) : April Kelly[4] (épisode 3)
- Adam J. Harrington (en) (VF : Arnaud Arbessier) : Barthélemy (épisodes 3 et 14)
- Felicia Day (VF : Anne Rondeleux) : Charlie Bradbury [5] (épisode 4)
- Dylan Everett (en) (VF : Thomas Sagols) : Jeune Dean Winchester (épisode 7)
- Kim Rhodes (VF : Isabelle Ganz) : Jody Mills (épisodes 8 et 19)
- Timothy Omundson (VF : Bernard Métraux) : Cain (épisode 11)
- DJ Qualls (VF : Thierry Bourdon) : Garth (épisode 12)
- Sarah Smyth (VF : Flora Kaprielian) : Bess Fitzgerald (épisode 12)
- Briana Buckmaster (VF : Virginie Ledieu) : Donna Hanscum (épisode 13)
- Lauren Tom (VF : Patricia Legrand) : Linda Tran (épisode 14)
- A.J. Buckley (VF : Gwendal Anglade) : Ed Zeddmore (épisode 15)
- Travis Wester (VF : Geoffrey Vigier) : Harry Spangler (épisode 15)
- Kavan Smith (VF : Éric Missoffe) : Cuthbert Sinclair (épisode 16)
- Nicole Polizzi (VF : Laurence Sacquet) : elle-même / démon des croisements (épisode 16)
- Gil McKinney (VF : Sébastien Desjours) : Henry Winchester (épisode 17)
- Richard Speight Jr. (VF : Constantin Pappas) : l'embrouilleur / l'Archange Gabriel (épisode 18)
- Erica Carroll (VF : Gaëlle Savary) : Hannah (épisodes 18, 22 et 23)
- Danielle Kremeniuk (VF : Jacqueline Tavernier) : Ingrid (épisodes 18 et 23)
- Katherine Ramdeen (VF : Élisabeth Ventura) : Alex Jones (épisode 19)
- Nathaniel Buzolic (VF : Nathanel Alimi) : David Lassiter (épisode 20)
- Lucien Laviscount (VF : Nessym Guetat) : Ennis Ross (épisode 20)
- Theo Devaney (VF : Arthur Pestel) : Gavin MacLeod (épisode 21)
- Lindsey McKeon (VF : Noémie Orphelin) : Tessa (épisode 22)

### Créatures de la saison
- Anges
- Chevalier de l'Enfer
- Démons
- Cavalier de l'Apocalypse
- Vampires
- Faucheuses
- Fées
- Shaman
- Fantômes
- Dieux romain
- Loups-garou
- Pishtacos
- Archanges
- Polymorphes
- Spectres
- Djinn
- Chien de l'Enfer

## Production

### Développement
Le 11 février 2013, la série a été renouvelée pour cette neuvième saison.

### Diffusions
- Aux États-Unis, la saison a été diffusée du 8 octobre 2013 au 20 mai 2014 sur The CW.
- Au Canada, elle a été diffusée en simultanée sur les stations indépendantes CHCH-DT Hamilton[7] et CHEK-DT Victoria[8], puis les vendredis sur M3[9] (anciennement MuchMore)

La diffusion française s'est déroulée ainsi :
- Au Québec, elle est diffusée depuis le 26 août 2014 sur Ztélé[10] ;
- En Belgique, du 7 septembre 2014 au 30 novembre 2014 sur Plug RTL[11] ;
- En France, du 2 janvier 2015 au 31 mars 2015 sur Série Club[12] et en clair du 3 septembre 2016 au 19 novembre 2016 sur M6.

## Liste des épisodes

### Épisode 1:Bienvenue sur Terre
- États-Unis : 8 octobre 2013 sur The CW[13]
- Québec : 26 août 2014 sur Ztélé[14]
- Belgique : 7 septembre 2014 sur Plug RTL[11]
- France : 
  - 2 janvier 2015 sur Série Club[12]
  - 3 septembre 2016 sur M6[15]

- États-Unis : 2,74 millions de téléspectateurs[16] (première diffusion)

### Épisode 2:Que le Diable l'emporte
- États-Unis : 15 octobre 2013 sur The CW
- Québec : 2 septembre 2014 sur Ztélé[10]
- Belgique : 7 septembre 2014 sur Plug RTL
- France : 
  - 2 janvier 2015 sur Série Club[12]
  - 3 septembre 2016 sur M6

- États-Unis : 2,33 millions de téléspectateurs[17] (première diffusion)

### Épisode 3:Humain, trop humain
- États-Unis : 22 octobre 2013 sur The CW
- Québec : 9 septembre 2014 sur Ztélé
- Belgique : 14 septembre 2014 sur Plug RTL
- France : 
  - 2 janvier 2015 sur Série Club[12]
  - 10 septembre 2016 sur M6

- États-Unis : 2,34 millions de téléspectateurs[18] (première diffusion)

### Épisode 4:La Clé d'Oz
- États-Unis : 29 octobre 2013 sur The CW
- Belgique : 14 septembre 2014 sur Plug RTL
- Québec : 16 septembre 2014 sur Ztélé
- France : 
  - 9 janvier 2015 sur Série Club[12]
  - 10 septembre 2016 sur M6

- États-Unis : 2,19 millions de téléspectateurs[19] (première diffusion)

### Épisode 5:Un après-midi de chien
- États-Unis : 5 novembre 2013 sur The CW
- Belgique : 21 septembre 2014 sur Plug RTL
- Québec : 23 septembre 2014 sur Ztélé
- France : 
  - 9 janvier 2015 sur Série Club[12]
  - 17 septembre 2016 sur M6

- États-Unis : 2,15 millions de téléspectateurs[20] (première diffusion)

### Épisode 6:Les Mains de la miséricorde
- États-Unis : 12 novembre 2013 sur The CW
- Belgique : 21 septembre 2014 sur Plug RTL
- Québec : 30 septembre 2014 sur Ztélé
- France : 
  - 16 janvier 2015 sur Série Club[12]
  - 17 septembre 2016 sur M6

- États-Unis : 2,36 millions de téléspectateurs[21] (première diffusion)

### Épisode 7:Mauvaise Graine
- États-Unis : 19 novembre 2013 sur The CW
- Belgique : 28 septembre 2014 sur Plug RTL
- Québec : 7 octobre 2014 sur Ztélé
- France : 
  - 23 janvier 2015 sur Série Club[12]
  - 24 septembre 2016 sur M6

- États-Unis : 2,01 millions de téléspectateurs[22] (première diffusion)

Sonny, un vieil ami de Dean, l'appelle à la rescousse pour une affaire de fantômes. Sonny était le responsable d'une maison de redressement où Dean avait été envoyé, plus jeune, pour avoir commis un vol. Sam constate avec étonnement qu'il n'a jamais rien su de cette histoire et tente d'en savoir plus. Mais son frère ne se montre pas très coopératif et refuse d'en parler.

### Épisode 8:Vœu de chasteté
- États-Unis : 26 novembre 2013 sur The CW
- Belgique : 28 septembre 2014 sur Plug RTL
- Québec : 14 octobre 2014 sur Ztélé
- France : 
  - 27 janvier 2015 sur Série Club[12]
  - 24 septembre 2016 sur M6

- États-Unis : 2,39 millions de téléspectateurs[23] (première diffusion)

### Épisode 9:La Sainte Mélodie
- États-Unis : 3 décembre 2013 sur The CW
- Belgique : 5 octobre 2014 sur Plug RTL
- Québec : 21 octobre 2014 sur Ztélé
- France : 
  - 30 janvier 2015 sur Série Club[12]
  - 1er octobre 2016 sur M6

- États-Unis : 2,42 millions de téléspectateurs[24] (première diffusion)

### Épisode 10:Union sacrée
- États-Unis : 14 janvier 2014 sur The CW
- Belgique : 5 octobre 2014 sur Plug RTL
- Québec : 28 octobre 2014 sur Ztélé
- France : 
  - 3 février 2015 sur Série Club[12]
  - 1er octobre 2016 sur M6

- États-Unis : 2,21 millions de téléspectateurs[25] (première diffusion)

### Épisode 11:La Première Lame
- États-Unis : 21 janvier 2014 sur The CW
- Belgique : 12 octobre 2014 sur Plug RTL
- Québec : 4 novembre 2014 sur Ztélé
- France : 
  - 6 février 2015 sur Série Club[12]
  - 8 octobre 2016 sur M6

- États-Unis : 2,65 millions de téléspectateurs[26] (première diffusion)

Dean, parti de son côté, fait équipe avec Crowley, celui-ci lui indique qu'il existe une arme pour tuer Abbadon, cette arme est la première lame, celle utilisée par les archanges pour tuer les chevaliers de Lucifer. Ils utilisent un sortilège pour retrouver cette arme, mais au lieu de trouver une arme, il trouve Caïn, le premier meurtrier qui tua son frère Abel.

### Épisode 12:Une faim de loup
- États-Unis : 28 janvier 2014 sur The CW
- Belgique : 12 octobre 2014 sur Plug RTL
- Québec : 11 novembre 2014 sur Ztélé
- France : 
  - 10 février 2015 sur Série Club[12]
  - 8 octobre 2016 sur M6

- États-Unis : 2,76 millions de téléspectateurs[27] (première diffusion)

Sam et Dean se retrouvent à enquêter sur la même affaire : la disparition de Garth. En effet, six mois plus tôt, alors qu'il était chargé de protéger Kevin, Garth n'a plus donné de nouvelles.
Lorsqu'ils lui mettent la main dessus, Garth leur avoue être un Loup-Garou et vivre en paix dans une communauté Loup-Garous.
- Cet épisode réalise la meilleure audience de la série depuis 2010[28].

### Épisode 13:Les Pishtacos
- États-Unis : 4 février 2014 sur The CW
- Belgique : 19 octobre 2014 sur Plug RTL
- Québec : 18 novembre 2014 sur Ztélé
- France : 
  - 13 février 2015 sur Série Club[12]
  - 15 octobre 2016 sur M6

- États-Unis : 2,46 millions de téléspectateurs[29] (première diffusion)

### Épisode 14:En attente du paradis
- États-Unis : 25 février 2014 sur The CW
- Belgique : 19 octobre 2014 sur Plug RTL
- Québec : 25 novembre 2014 sur Ztélé
- France : 
  - 20 février 2015 sur Série Club[12]
  - 15 octobre 2016 sur M6

- États-Unis : 2,12 millions de téléspectateurs[30] (première diffusion)

Barthélemy meurt dans cet épisode.

### Épisode 15:Façon Scooby-Doo
- États-Unis : 4 mars 2014 sur The CW
- Belgique : 26 octobre 2014 sur Plug RTL
- Québec : 2 décembre 2014 sur Ztélé
- France : 
  - 24 février 2015 sur Série Club[12]
  - 22 octobre 2016 sur M6

- États-Unis : 1,93 million de téléspectateurs[31] (première diffusion)

- A.J. Buckley (Ed Zeddmore)
- Travis Wester (Harry Splanger)

### Épisode 16:Blade Runners
- États-Unis : 18 mars 2014 sur The CW
- Belgique : 26 octobre 2014 sur Plug RTL
- Québec : 9 décembre 2014 sur Ztélé
- France : 
  - 27 février 2015 sur Série Club[12]
  - 22 octobre 2016 sur M6

- États-Unis : 1,86 million de téléspectateurs[32] (première diffusion)

- Nicole Polizzi (Snooki)

### Épisode 17:Le Couvent des âmes
- États-Unis : 25 mars 2014 sur The CW
- Belgique : 2 novembre 2014 sur Plug RTL
- Québec : 16 décembre 2014 sur Ztélé
- France : 
  - 6 mars 2015 sur Série Club[12]
  - 29 octobre 2016 sur M6

- États-Unis : 2,25 millions de téléspectateurs[35] (première diffusion)

### Épisode 18:Le Héros de l'histoire
- États-Unis : 15 avril 2014 sur The CW
- Belgique : 2 novembre 2014 sur Plug RTL
- France : 
  - 10 mars 2015 sur Série Club[12]
  - 29 octobre 2016 sur M6

- États-Unis : 1,6 million de téléspectateurs[36] (première diffusion)

### Épisode 19:Le Bal des vampires
- États-Unis : 22 avril 2014 sur The CW
- Belgique : 9 novembre 2014 sur Plug RTL
- France : 
  - 13 mars 2015 sur Série Club[12]
  - 5 novembre 2016 sur M6

- États-Unis : 2,1 millions de téléspectateurs[37] (première diffusion)

### Épisode 20:La Guerre des monstres
- États-Unis : 29 avril 2014 sur The CW
- Belgique : 9 novembre 2014 sur Plug RTL
- France : 
  - 20 mars 2015 sur Série Club[12]
  - 5 novembre 2016 sur M6

- États-Unis : 2,03 millions de téléspectateurs[38] (première diffusion)

- Lucien Laviscount (Ennis Roth)
- Nathaniel Buzolic (David Lassiter)
- Sean Faris (Julian Duval)

- Initialement, cet épisode devait servir de pilote pour une série dérivée, intitulée Supernatural: Bloodlines, toutefois le projet n'a pas été retenu par The CW[39].

### Épisode 21:La Nouvelle Reine
- États-Unis : 6 mai 2014 sur The CW
- Belgique : 23 novembre 2014 sur Plug RTL
- France : 
  - 24 mars 2015 sur Série Club[12]
  - 12 novembre 2016 sur M6

- États-Unis : 1,59 million de téléspectateurs[40] (première diffusion)

Abbadon meurt dans cet épisode.

### Épisode 22:Jeu de dames
- États-Unis : 13 mai 2014 sur The CW
- Belgique : 23 novembre 2014 sur Plug RTL
- France : 
  - 27 mars 2015 sur Série Club[12]
  - 12 novembre 2016 sur M6

- États-Unis : 1,74 million de téléspectateurs[41] (première diffusion)

Tessa meurt dans cet épisode.
 

### Épisode 23:Le Faiseur de miracles
- États-Unis : 20 mai 2014 sur The CW[42]
- Belgique : 30 novembre 2014 sur Plug RTL
- France : 
  - 31 mars 2015 sur Série Club[12]
  - 19 novembre 2016 sur M6

- États-Unis : 2,3 millions de téléspectateurs[43] (première diffusion)